# Língua yanesha'
Yanesha' (Yaneshac̈h/Yanešač̣; literalmente 'nós o povo'), também chamada Amuesha ou Amoesha é uma língua falada pelos Amueshas do Peru na região central e oriental Pasco.
Devido à influência e dominação do Império Inca, Yanesha 'tem muitos empréstimos da língua quíchua, incluindo algum vocabulário básico. Yanesha também pode ter sido influenciado pelo sistema de vogais de Queíchua, de modo que, hoje, tem um sistema de três vogais, em vez de um de quatro vogais, que é típico das línguas aruaques relacionadas.

## Escrita
A língua Yanesha usa o alfabeto latino sem as letras D, F, K, I, U, V, W, S. Usam-se as formas b̃, ̃ c̃, Ch, C̈h, ë, Hu, M̃, Ñ, p̃, Rr, Sh, T̃, Ts.

## Fonologia
Yanesha' tem 22 fonemas consoantes e 9 ]vogais. As consoantes têm um certo grau de variação alofônica, enquanto a das vogais é mais considerável.

### Consoantes
|             |              | Bilabial | Bilabial | Alveolar | Retroflexa | Palatal       | Velar  |
| plana       | Palatalizada |          |          | Alveolar | Retroflexa | Palatal       | Velar  |
| ----------- | ------------ | -------- | -------- | -------- | ---------- | ------------- | ------ |
| Nasal       | Nasal        | m        | m̃ mʲ     | n        |            | ñ nʲ          | (ŋ) 2  |
| Oclusiva    | Oclusiva     | p        | p̃ pʲ     | t        |            | t̃ tʲ / c̃ kʲ 1 | c/qu k |
| Africada    | Africada     |          |          | ts t͡s    | c̈h t͡ʂ      | ch t͡ʃ         |        |
| Fricativa   | Lenis        |          |          | s        |            | sh ʃ          | j x    |
| Fricativa   | Fortis       | b β      | b̃ βʲ     |          | rr ʐ       |               | g ɣ    |
| Vibrante    | Vibrante     |          |          | r ɾ      |            |               |        |
| Aproximante | Central      |          |          |          |            | y j           | hu/u w |
| Aproximante | lateral      |          |          |          |            | ll lʲ         |        |

SOBRE CONSOANTES
1. As africadas e  / tʲ / são aspiradas foneticamente
2. [ŋ] é um alofone de  / n / quando antes de  / k /

Yanesha', semelhante a línguas como  russo,  irlandês e  marshallês, faz contrastes entre certos pares de palatalizadas e consoantes simples:
- anap̃   / aˈnax  'pʲ'  / ('ele respondeu-lhe') vs.  anap   / aˈnax  'p'  /  ('ele respondeu')
- esho'ta netsorram̃o   / eˈʃota netsoˈʐa  'mʲ'  o / ('entrou na minha vista') vs.  esho'ta nenamo   / eˈʃota neˈna  'm'  o / ('entrou na minha boca')
- ña   /  'n'  ʲa / ('he') vs.  na   /  'n'  a / ('EU')

As duas consoantes palatalizadas restantes,  / lʲ / e  / tʲ /, não oferecem um contraste um-para-um com consoantes simples; a primeira, porque é a única consoante lateral e, portanto, não contrasta com nenhum outro fonema com base apenas na palatalização; O  / tʲ /, ao contrastar com  / t /, também contrasta com  / ts /,  / tʃ / e  / tʂ /. As consoantes palatalizadas bilabiais têm um offglide palatino mais perceptível que as alveolares. Quando no final da palavra, este offglide é surdo para  / pʲ / e  / lʲ / enquanto está ausente de  / mʲ /.
Outra característica geral de Yanesha' é a dessonorização em certos contextos. Além da dessonorização dos offglides palatais acima, a fricativa retroflexa  / ʐ / não tem voz quando a palavra final é a última surda ou antes de uma consoante sonora (regressiva assimilação):  arrpa   / ˈaʐpa / ('aqui está') →  [ˈaʂpa]. As aproximantes  / w / e  / j / são surdas antes de oclusivas surdas, como em  huautena   / wawˈteːna / ( 'latir') e  neytarr   / nejˈtaʐ / ('minha porta');  / j / também surdas antes de africadas de final de palavra:  ahuey   / aˈwej / ('vamos lá').
Da mesma forma, as oclusivas  / p /,  t / e  / k / são aspiradas no final de palavra -  ellap   / eˈlʲap / ('tiro de arma') →  [eˈlʲapʰ]; precedendo outra oclusiva ou africada, uma oclusiva pode ser aspirada ou inédita de modo que "etquëll"  / eːtˈkelʲ / ('um peixe') seja percebida como  eetʰkelʲ] ou  [eetkelʲ]. A velar fricativa  / x / é debocalizada para  [h] antes de outra consoante.

### Vogais
Yanesha' tem três qualidades básicas de vogal,  / a /,  / e / e  / o /. Cada um deles contrasta fonemicamente entre formas curtas, longas e "larngeais" ou glotalizadas.
A laringealização geralmente consiste na glotalização da vogal em questão, criando uma espécie de voz rangente. Em contextos pré-finais, ocorre uma variação - especialmente antes de consoantes sonoras - que vão desde a fonação num chiado em toda a vogal até a sequência de uma vogal, batida glotal e uma vogal ligeiramente rearticulada: "ma'ñorr" { {IPA | / maˀˈnʲoʐ /}} ('veado') →  [maʔa̯ˈnʲoʂ]. Antes de uma nasal final na palavra, essa vogal rearticulada pode ser percebida como uma qualidade silábica da referida nasal. Além disso, embora não tanto quanto uma vogal fonemicamente longa, as vogais laringeais são geralmente mais longas que as curtas. Quando absolutamente como palavra-final, as vogais laringeais diferem das curtas somente pela presença de uma ocluiiva glotal seguinte.
Cada vogal varia em suas qualidades fonéticas, tendo alofones contextuais e fonéticos em variação livre entre si:
 / e / é o fonema curto que consiste em fonemas que são frontais e de fechados para meio fechados. Geralmente, é percebido como próximo a  [i] ao seguir uma consoante bilabial. Caso contrário, os fonemas  [e] e  [ɪ] estão em livre variação um com o outro para que  / nexˈse / ('meu irmão') possa ser percebido como  [nehˈse] ou  [nehˈsɪ].
 / eː / é a contrapartida longa para  / e /. Ela difere quase exclusivamente em seu comprimento, embora quando segue  / k / torna-se uma espécie de ditongo com o primeiro elemento sendo idêntico em abertura da vogal sendo mais retraída]] para que quë ' / keː / (' tipo grande de papagaio ') seja percebido como  [ke̠e].
A laringeal  / eˀ / consiste na mesma variação e alofonia do fonema curto, com a pequena exceção de que é mais provável que seja percebido como próximo a  / p / como em "pe". 'sherr' ' / peˀˈʃeːʐ / (' periquito ') →  [piˀˈʃeeʂ]' periquito '
 / a / é o fonema curto que consiste em fonema central. Sua percepção mais frequente é a de uma vogal central aberta não-arredondada  [ä] (representada daqui em diante sem a centralização diacrítica). Antes do  / k /, há uma variação livre entre este e o  [ə] para que  nanac   / naˈnakʰ / ('excessivamente') possa ser percebido como  [naˈnakʰ] ou  [nanˈəkʰ]. Enquanto a contrapartida laringeal é qualitativamente idêntica à curta, a contrapartida longa,  / aː /, difere apenas porque  [ə] não é uma percepção potencial.

### Fonotáticas
Todas as consoantes aparecem inicialmente, medialmente e também finalmente, com a exceção de que  / ɣ / e  / w / que não ocorrem no no final de palavras. Com duas exceções ( / tsʐ / e  / mw /), os encontros consonantais iniciais incluem pelo menos uma oclusiva. Os outros possíveis encontros consonantais iniciais são:
- / pw /,  / pr /,  / tr /,  / kj /
- / tʃp /,  / ʐp /,  / tʃt /,  / ʃt /

Os encontros consonantais em final de palavra consistem em uma ou  / x / nasal, seguida de uma plosiva ou africada:
- / mp /,  / nt /,  / nk /,  / ntʲ /,  / ntʃ / ,  / ntʂ /

Os aglomerados mediais podem ser de duas ou três consoantes.

### Tonicidade
Embora aparentemente fonêmico, a tonicidade tende a ocorrer na penúltima sílaba, mas também no final. Menos freqüentemente, é na antepenúltima. Algumas palavras, como  oc'hen   / ˈotʂen / ~ / oˈtʂen / ('comb'), têm ênfase na variação livre.

## Amostra de texto
Coyanesha'ñapa ahuo' e'nan amar. Allñapa' allo entan epa ror, pat̃rro' tsama't̃ pat̃rro' ñam̃a rranquec̈h. Ñañapa' ahuo' yore ahuo' seto'ch po'cashe'mo. Allempoñapa' ahuo' natsetan amar perco allo'ch amran pohuaser.
Português
A menina foi então procurar a liteira da folhas. Lá viu então duas flores: uma vermelha e uma laranja. Ela os pegou então e os colocou em sua almofada. Ela então levou a liteira de volta para a barragem onde ela iria colocá-lo nas covas.

## Empréstimos

### Pano e quéchua
Algumas palavras amuesha emprestadas das línguas pano e quéchua (Ramirez 2019: 659; 2020: 146-147):
| Português           | Amuesha   | Pano           |
| ------------------- | --------- | -------------- |
| chuva               | oʔ + wa   | oi + uahi / ue |
| canoa               | nonjtj    | nonti          |
| arco                | kanotj    | kanoti         |
| tamanduá            | ɻah       | ʂaʔi           |
| capivara            | amo       | amin           |
| rato                | tʃoʔs     | ʂoja           |
| ariranha            | neʔno     | niino          |
| onça                | maʔjaɻ(o) | maʃaro         |
| macaco-de-cheiro    | wasa      | wasa           |
| jacu                | wepo      | kibo           |
| tocandira (formiga) | pona      | bona           |
| pimenta             | tjots     | jotʃi          |

| Português      | Amuesha   | Quéchua        |
| -------------- | --------- | -------------- |
| barba          | ʃoʔp      | ʃapra          |
| pata, pé       | -tak      | atakaʃ         |
| esófago        | -tonkr    | tunquri        |
| carne          | etʃ       | ajtʃa          |
| chifre         | wokor     | waqra          |
| nome           | -sotʃenj  | suti           |
| árvore         | tsatʃ     | satʃa          |
| terra          | pats      | patʃa          |
| cabana         | karpatʃet | karpa          |
| carvão         | keʎmeʃ    | kiʎimsa        |
| escuro         | tʃek-     | tʃaka          |
| lamber         | ʎaʔw-     | ʎaqwa-         |
| olhar          | kow-      | qawa           |
| morrer         | koʎ-      | quʎu-          |
| aassado        | kankaʔ    | kanka-         |
| assar (milho)  | kasp-     | qaʃpa-         |
| não            | ama       | ama            |
| tatu-galinha   | aʃoʔʃ     | atʃo           |
| cervo          | taroʃ     | taruka / taruʃ |
| gato silvestre | oʃkoʎ     | usquʎu         |
| galinha        | atoʎop    | atawaʎpa       |
| camarão        | jokor     | jukra          |
| cana brava     | ʃokoʃ     | ʃuquʃ          |
| colher         | βeʃʎat    | wiʃʎa          |
| dinheiro       | keʎe      | q’iʎaj         |
| espelho        | rerop     | rirpu          |
| espingarda     | eʎap      | iʎapa          |
| flauta         | penkoʎ    | pinkuʎu        |
| trapo          | ʎetʃap    | ʎatʃapa        |
| escolher       | akr-      | akra           |
| perder-se      | tʃenk-    | tʃinka         |
| escrever       | keʎk-     | qiʎq           |
| aprender       | jetʂ-     | jatʂa          |
| ajudar         | jenp-     | janapa         |
| seguir         | kotj-     | qati           |
| salvar-se      | keʃpj-    | qiʃpi-         |

### Kampa
A influência lexical kampa (nomatsiguenga, asháninka, e outras línguas) em amuesha (Ramirez 2019: 660; 2020: 148):
| Português        | Amuesha    | Kampa                |
| ---------------- | ---------- | -------------------- |
| fígado           | -opan      | -pana                |
| bonito           | anj        | ari                  |
| beber            | -oɻ        | -ogi                 |
| morder           | -atʂ       | -atsik               |
| palavra          | -enj       | -nia                 |
| uma              | patjeɻ     | patiro               |
| tamanduá         | ʃanjeʔ     | ʃaa-ni, ʃia-ni       |
| tamanduá         | wantan     | pantana / wantana    |
| esquilo          | poʃoʔʎ     | posari               |
| cuandu           | tonteʎ     | tontori              |
| veado            | manjoɻ     | maniro               |
| cão              | otʃek      | otsiti               |
| guariba          | jaɲeʎ      | janiri               |
| macaco-coatá     | ʃetoʔ      | oseto / oʃeto        |
| macaco-barrigudo | kamwenar   | komainari            |
| garça            | sananjtʃ   | sana, sanantsi       |
| aracuã           | moɻatj     | marati               |
| cujubim          | anaɻ       | kanari               |
| andorinha        | etʂ        | etsani, etsoni, etho |
| japiim           | tseɻoʔtj   | tsiroti              |
| pica-pau         | tʃekontj   | tsikonti             |
| arara-cabeção    | kjematʃ    | kimaro               |
| arara-amarela    | kasant     | kasanto              |
| maracanã         | saβetoʔ    | saweto               |
| inambu           | sonkor     | jonkiri / ʃonkiri    |
| jacaré           | sanjereʔ   | (ko)saniri           |
| tartaruga        | ʃemjper    | sempiri              |
| surubim          | omanjeʔ    | omani                |
| acari            | kemjpetj   | kempiti / kimiti     |
| tambaqui         | komwereʔ   | komairi              |
| piaba            | sankwatj   | sankowatsi           |
| formiga          | se         | jai                  |
| mel              | pets       | pitsi                |
| lagarta          | sarom-pe   | soro-mai             |
| larva            | -enj       | -keni                |
| barata           | ʃopwet     | tʃompita             |
| cipó-titica      | tapetsa-tʃ | tape-tsa             |
| jarina           | kompreʃ    | kompiro-si           |
| paxiúba          | komon      | kamona               |
| murumuru         | tjeɻotj    | tiroti               |
| patauá           | ʃeke-tʃ    | seka                 |
| assacu           | kamana-tʃ  | kamana               |
| cana-de-açúcar   | empokoʔ    | ompoko               |
| figueira         | potoke-tʃ  | poto-ki              |
| cesto            | kantjer    | kantiri              |
| pilão            | potset     | pasanta              |
| vassoura         | -taɻ       | (o)taro              |

Outras semelhanças lexicais entre o amuesha e o kampa (cognatos e/ou empréstimos) (Ramirez 2019: 661; 2020: 149):
| Português  | Amuesha  | Kampa          |
| ---------- | -------- | -------------- |
| cabeça     | -Vtoʔ    | -kito          |
| testa      | -toʔm    | -tamako        |
| cabelo     | -etʃ     | -kiʃi          |
| barba      | -ʃoʔp    | -siVpato-na    |
| pena       | petʃ     | -piti          |
| orelha     | -et      | -keN-pita      |
| olho       | -ko-ʎeʔ  | -oki           |
| dente      | -as      | -ahi-ki        |
| língua     | -nenj    | -nene          |
| unha       | -ʃetʃep  | -ʃeta          |
| coxa       | -poʔtʃ   | -pori          |
| pescoço    | -tʂenopj | -tsano         |
| seio       | -senj    | -tene          |
| seio       | -somap   | -tsomi         |
| fígado     | -opan    | -pana          |
| sangue     | -eɻas    | -ira(h)a       |
| casca      | -taʎ     | -taki          |
| folha      | -pan     | -pana          |
| pessoa     | atʃenj   | aʃeni          |
| jacaré     | sanjereʔ | (ko)saniri     |
| larva      | -enj     | -keni          |
| árvore     | tsatʃ    | ant(ʃ)a-       |
| céu/alto   | eno      | heno           |
| lua        | aɻoɻ     | kaʃiri         |
| água       | onj      | nia            |
| casa       | poko-ʎ   | -paNko         |
| pedra      | mapeʔ    | mapi           |
| areia      | menj     | omani-ki       |
| terra      | pats     | kipatsi        |
| fogo       | tsoʔ-m   | tsima          |
| noite      | -aʔn     | -anink         |
| noite      | tsap     | tʃapi-niri     |
| quente     | atse-ɻ   | katsirinka     |
| grande     | ata-ɻ    | anta-          |
| molhado    | -asa(t)  | aʃe(t)         |
| beber      | -oɻ      | -ir            |
| engolir    | -aniɣj   | -nika          |
| chupar     | -tsomu   | -tʃomi         |
| morder     | -atʂ     | -atsik         |
| ver        | -ent     | -nia           |
| ouvir      | -ema     | -kema          |
| saber      | -enjot   | -ijot          |
| dormir     | -ma      | -mak           |
| matar      | -mots    | -matsa         |
| vir        | -apw     | -pok           |
| dar        | -ap      | -p-            |
| falar      | -enj     | -nia           |
| banhar-se  | ap-      | -kaa [< *kawa] |
| lavar      | -eʔp     | -kip           |
| voar       | -an      | -ar            |
| 1sg (eu)   | no-      | n(o)-          |
| 2sg (você) | pj-      | p(i)-          |
| não        | -ma-     | -ma            |
| um         | patje-ɻ  | patiro         |
| dois       | epa      | apite          |
| três       | maʔpa    | mawa           |